# Hans Melchior Marschall

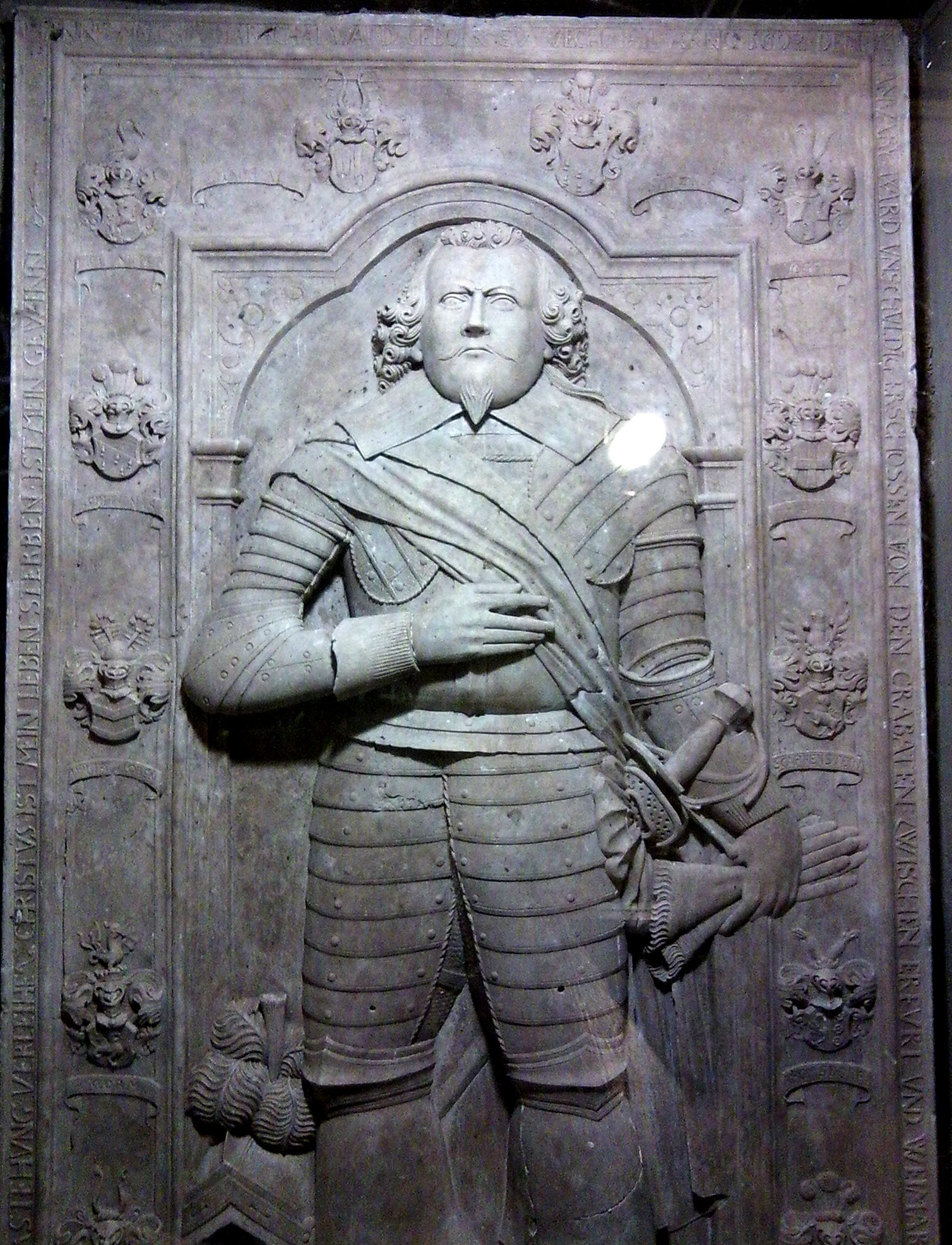
Grabplatte in der Weimarer Jakobskirche.

Hans Melchior Marschall (Marschalch) (* 12. Januar 1602 in Weimar; † 14. Juni 1628 zwischen Erfurt und Weimar) war ein junger Adliger, der im Dreißigjährigen Krieg zu Tode kam und an den heute noch eine Grabplatte in der Jakobskirche in Weimar erinnert.

## Leben
Hans Melchior entstammt der alten Thüringer Adelsfamilie der Marschalle und war der Sohn des Hans Dietrich Marschall (* 1557 † 23. Juli 1630) zu Wechmar und Wülfershausen und der Sibyllen von Spitznas. Die Großeltern waren Hans Dietrich Marschall zu Wülfershausen und Tannheim und Clara geb. von Lichtenberg.
Im Alter von elf Jahren wurde er von den Eltern nach Magdeburg zum Bruder der Mutter, dem Domherrn Wolfgang von Spitznas, geschickt, um gemeinsam mit dessen Sohn zu studieren. 1617 musste er aus gesundheitlichen Gründen das Studium abbrechen und nach Hause zurückkehren. Da ihm eine praktische Tätigkeit eher als das Studieren lag, wurde er in Arnstadt Leibpage des Grafen Günther von Schwarzburg. Nach vier Jahren wechselte er als Page an den Hof des Herzogs Albrecht von Sachsen, wo er fünf Jahre zubrachte. 1625 wurde er Page des Herzogs Bernhard von Sachsen. Dieser unterzog ihn ab September 1627 einer militärischen Ausbildung in der dänischen Armee. Er starb im Alter von nur 26 Jahren bei Kampfhandlungen im Dreißigjährigen Krieg. Als Leibgardenleutnant kämpfte er an der Seite des Herzogs Bernhard von Sachsen in Südthüringen unweit von seiner engeren Heimat. Als am 14. Juni 1628 Herzog Bernhard mit seinen Truppen vor der feindlichen Übermacht von Georgenthal nach Erfurt zu den Armeeverbänden seiner Brüder, Herzog Albrecht und Ernst, zog, wurden sie in der Mittagszeit nahe dem Dorf Bösefeld von den herumstreifenden kroatischen Einheiten der kaiserlichen Armee angegriffen. Die Lage für den Herzog war insofern äußerst gefährlich, dass er beim Mittagstisch ohne Waffen und ohne Ross überrascht worden ist und so sich nicht verteidigen konnte. Als die Kroaten in die Nähe des Herzogs drangen, um ihn zu töten oder zu gefangen, sprang Hans Melchior Marschall mit zwei Kameraden schützend vor seinen Herrn wie ein lebender Schild, wobei der junge Leutnant von Gewehrkugeln tödlich getroffen wurde.
Als die Kroaten zurückgeschlagen wurden, ist der tote Leutnant auf Anordnung des Herzogs Bernhard zuerst in die Behausung des Forstmeisters Wilhelm Schieferdecker in der Nähe des Ortes Linderbach und am nächsten Tag in die Stadt Weimar gebracht worden. Dort wurde er „nach adelichem Brauch“ am 20. Juni 1628 in der Stadt- und Hofkirche zu St. Jakob nach der Trauerpredigt und Segnung des Hofpfarrers David Lipach in Gegenwart der Herzöge Ernst, Albrecht und Bernhard beigesetzt.
Herzog Ernst schrieb tief beeindruckt vom Heldentod des jungen Leibgardisten gleich am 15. Juni einen tröstenden Brief an dessen Vater in Wechmar. Die Teilnahme der Herzöge an der vom Hofpfarrer geführten Begräbnisfeier, die sonst für Hochadel und hohe Hofbeamten reservierte Begräbnisstätte und die vom Hof bestellte Grabplatte sind Hinweise, wie hoch geschätzt Hans Melchior Marschall am Weimarer Hof und wie dankbar die Herrscherfamilie für seine Selbstaufopferung war.
Nach Hans Melchior Marschalls Tod ließen seine Eltern eine aufwändige Grabplatte anfertigen. Diese wurde 2007 – fast 400 Jahre nach seinem Tod – bei Renovierungsarbeiten in der Weimarer Jakobskirche gefunden.
Marschall wurde am 14. Juni 1628 zwischen Erfurt und Weimar erschossen. Seine Beerdigung in der Jakobskirche war am 20. Juni 1628.
Der Titel seiner Leichenpredigt von David Lipach, die 1629 in Jena bei dem Verleger Tobias Steinmann erschien,  lautet:

„Christlicher Sermon/ Bey dem Leichbegängniß Des WohlEdlen/ Vhesten und Manhafften Hans Melchior Marschalchs S. Des ... Hans Dietrich Marschalchs zu Wechmar und Wölffershausen einigen eheleiblichen Sohns : Welcher den 14. Iunii des abgelauffenen 1628. Jahres in einem [...] Aufflauff der Crabaten zwischen Weimar und Erfurth/ neben noch andern zweyen Fürstl. Sächs. Dienern in jämmerlicher unnd unbilliger Weise niedergeschossen/ Und Zu Weimar [...] in der Kirchen zu S. Jacob den 20. eiusdem beygesetzet worden / Gehalten in der Stadtkirchen/ und [...] in Druck gegeben Durch M. David Lipachen Fürstl. Sächs. Hoffprediger daselbst.“

## Die Grabplatte
Die Grabplatte ist von einer hohen künstlerischen Qualität und in einem guten Erhaltungszustand. Sie zeigt im Relief einen Ritter in Rüstung mit Schwert, zu seinen Füßen ein Helm mit Federn. Umgeben ist die Figur mit Schriftband, welches auch die Todesursache nennt, und Ahnenwappen. Die Platte liegt noch immer unter den Dielen der Kirche und ist durch eine im Boden eingelassene Glasplatte mit zuschaltbarer Beleuchtung zu sehen. Diese Grabplatte warf eine Reihe an Fragen auf, u. a. nach den Gründen für derartig aufwändige Familiengräber.